# Coddia rudis
Coddia rudis là một loài thực vật có hoa trong họ Thiến thảo. Loài này được (E.Mey. ex Harv.) Verdc. mô tả khoa học đầu tiên năm 1981.